# بقعه شهشهان
بقعه شهشهان در محله شهشهان از نواحی بزرگ دردشت شهر اصفهان بنا شده است. این بقعه بر فراز آرامگاه یکی از عرفای قرن نهم هجری قمری به نام «شاه علاء الدین محمد» که در سال ۸۵۰ هجری قمری به امر شاهرخ تیموری کشته شده، بنا گردیده است و کتیبه‌های گچبری زیبایی در داخل آن وجود دارد. سردر آرامگاه، تزیینات کاشی کاری دارد. گنبد آن تجدید ساختمان شده است. خطوط ثلث زیبای داخل آرامگاه شهشهان، کار خط نویسان مشهور قرن نهم هجری قمری اصفهان است.

## تاریخچه
بقعه علاءالدین شهشهان یکی از بناهای تاریخی اصفهان و مربوط به دوره تیموریان است. این بقعه در شمال شهر اصفهان در کنار مسجد جامع در خیابان ابن سینا، کوچه مسجد صفا، فلکه شهشهان واقع شده و بمهین مناسبت کوی أطراف آن را محله شهشهان می‌گویند. شاردن فرانسوی در سفرنامه خود بعد از شرح مسجد جامع که در محله حسینیه قرار گرفته، اشاره می‌کنند که نام محله حسینیه که این مسجد در آن ساخته شده بمناسبت خانواده ایست که از زمان قدیم در این ناحیه سکونت داشته و خود را از نواده‌های حسین فرزند علی و نوه محمد می‌دانند.
این بقعه آرامگاه شاه علاء الدین محمد فرزند شاه قطب الدین محمد سر سلسله خاندان شهشهانی و شاه علائی است. شاه علاءالدین از بزرگان سادات حسینی و اشراف و نقیب النقباست که نسب او با بیست و چهار واسطه به علی ابن ابیطالب می‌رسد. شاه علاءالدین محمد علاوه بر ارشاد، نقیب النقباء بوده که پس از مقام سلطنت مقامی به آن نمی‌رسیده و به واسطه این دو مقام به شهشهان یا شاه شاهان شهرت یافته است. در دوران سلطنت شاهرخ تیموری (۸۵۲–۸۰۷)، شاه علاءالدین مورد تکریم و تعظیم امراء وقت و مورد توجه عامه مردم و خاصه مورد علاقه سلطان محمد فرزند بایسنقر نواده شاهرخ بود. شرح حال شاه علاءالدین در اغلب کتابهای تاریخ ایران و تذکرهها مندرج است.
به‌طور خلاصه، هنگامی که شاهرخ میرزا در هرات بود و سلطان محمد از طرف او حاکم اصفهان بود، چون سلطان محمد هوس سلطنت کرد و از اطاعت شاهرخ سر باز زد، مورد غضب شاهرخ قرار گرفت. شاهرخ بقصد سرکوبی او از هرات به اصفهان لشکر می‌کشد و سلطان محمد بدون آن که با لشکر شاهرخ مواجه شود به شیراز و بعداً به لرستان می‌رود. شاهرخ پس از ورود به اصفهان جمعی از بزرگان سادات و علماء را به اتهام همدستی با سلطان محمد دستگیر و تبعید می‌نماید؛ و از آن جمله شاه علاءالدین محمد و امیر احمد چوپان و خواجه افضل الدین ترکه را توقیف و به شهر ساوه تبعید می‌کند. سرانجام شاهرخ به اغواء و تحریک گوهر شاد بیگم، زوجه سنی خود و بانی مسجد گوهر شاد درمشهد، این عده را در روز سیزدهم رمضان ۸۵۰ هجری قمری (یازدهم دسامبر ۱۴۴۶) در ساوه به زاری زار بدار آویخته و می‌کشد.
بعد از این عمل شنیع طولی نکشید که به فاصله هشتاد روز شاهرخ در شهر ری فوت کرد. پس از آن سلطان محمد به اصفهان مراجعت و به سلطنت بر قرار و دستور می‌دهد که به جبران این قتل، شاه علاءالدین را از ساوه به اصفهان آورده و در حسینیه خود او یعنی شهشهان فعلی بخاک می‌سپارند. سلطان محمد بپاس احترام شاه علاءالدین، بر آرامگاه او بقعه فعلی را بنا کرد. آثار این بقعه مخصوصاً کتیبه آن که تا کنون از حوادث روزگار محفوظ مانده دارای اهمیت تاریخی بسیار است.

## تزئینات داخل بقعه
گچ‌بری و خطوط: داخل و خارج بقعه با تزئیناتی از نوع گچ بری و کاشیکاری آراسته شده است و گنبد آن را که در سالهای اخیر رو به ویرانی نهاده بود تجدید بنا کرده‌اند. داخل بقعه تزئینات گچی دارد و کاشیکاری‌های آن از اقدامات جدید است. در اطراف بقعه کتیبه زیبائی بخط کوفی در سلام علی آل یس تکرار شده و کتیبه دیگری با خط ثلث در چهارده شعر عربی، شجره نامه شاه علاءالدین و واقعه بدار آویختن او را نوشته و در آخر کتیبه نام سید محمود نقاش است. او همان خطاط سال ۸۵۱ هجری قمری است که در آخر کتیبه سر در مسجد جامع اصفهان را نیز امضاء کرده است. پس از آن در اوائل قرن یازدهم نیز از این بنا تعمیر بعمل آمده که کتیبه‌ای از کاشی معرق مورخ ۱۰۱۳ هجری قمری در داخل بقعه حاکی از آن است.
بر دیوار شمال داخل بقعه شهشهان یک کتیبه پنج سطری گچ بری شده است که حاکی از اقدام بانوی نیکو کاری در دوره شاه عباس اول بنام خانم سلطان نسبت به تعمیر بقعه است. بطوری که این کتیبه حکایت دارد قرار بوده او در این بقعه دفن شود ولی بعداً به مشهد منتقل شده است.
گلدان خط: بر دیوار ضلع شرقی داخل بقعه شهشهان صورت یک گلدان نقاشی شده که هیکل گلدان را از پائین ببالا اشعار زیر از سعدی بخط نستعلیق سفید درهم روی زمینه سبز روشن گچی تشکیل می‌دهد:
| بماند سالها این نظم و تر تیب |  | زما هر ذره خاک افتاده جائی |
| غرض نقشیست کز ما بازماند     |  | که هستی را نمی‌بینم بقائی   |
| مگر صاحب دلی روزی برحمت      |  | کند در کار درویشان دعائی   |

کاشی‌کاری: قسمت بالای ورودی بقعه در ایوان غربی کاشیکاری شده و در وسط و کنار کاشیکاری معرق این ایوان که از آثار نفیس کاشیکاری در قرن نهم هجری قمری است، نام استاد کاشیکار آن بخط نستعلیق سفید معرق بر زمینه لاجوردی آمده است.
در منبت‌کاری: در سالهای ۱۳۲۵–۱۳۳۰، در اواسط تصدی حسین شهشهانی، برای بقعه یک جفت در منبت کاری شده کار اصفهان بسبک درهای قدیم تهیه و نصب گردید. کتیبه روی این در بخط ثلث مشگی برجسته همان‌طور که در نگارخانه می‌بینید خوانده می‌شود. علاوه بر این در منبت کاری که در ورودی بقعه شهشهان نصب شده، درهای جدید منبت کاری دیگری نیز در پشت نصب شده است.

## اسناد و وقف‌نامه بقعه
سلطان محمد بپاس احترام به شاه علاءالدین، بعد از اتمام بقعه در سال ۸۵۲ هجری قمری، قراء اصفهانک و درزیان واقع در بلوک کرارج اصفهان، در سه فرسنگی اصفهان، و همچنین قریه ولاسان واقع در فریدن را وقف بقعه نمود. تاریخ فرمان سلطان محمد در وقف این قراء ۱۲ ربیع‌الثانی ۸۵۲ است. سلطان محمد وقفنامه را به امضاء بزرگان و علمای وقت از جمله مولانا جلال الدین دوانی می‌رساند.
علاوه بر این، وقفنامه بقعه متضمن دستخط وامضای شیخ بهاالدین عاملی است، و توسط بزرگان دیگری از جمله مولانا محمد ترکه، مولانا خلیفه سلطان و مولانا محمد مؤمن الخنجی در دوره سلاطین صفویه مورد تأیید و تسجیل قرار گرفته است.
اسناد مربوط به بقعه شهشهان و خاندان شاه علاءالدین محمد در مجموعه اسناد و فرمانهای تاریخی حسین شهشهانی از بازماندگان دودمان بوده که ژان اوبن ایرانشناس معاصر فرانسوی آنها را نزد او مطالعه کرده و در دو مقاله از نوشته های خود در سلسلهٔ Archives Persanes Commentees در سال ۱۳۳۴ خورشیدی (۱۹۵۵ میلادی) معرفی کرده است. فهرست اجمالی این اسناد عبارتنداز:
- ۱- فرمان سلطان محمد مورخ ۱۲ ربیع‌الثانی ۸۵۲ هجری قمری در وقف قراء اصفهانک و درزیان از بلوک کرارج و قریه ولاسان در فریدن.
- ۲- فرمان یعقوب بیگ آق قویونلو مورخ ۵ ربیع‌الثانی ۸۸۴ هجری قمری در واگذاری مزرعه ولاسان فریدن از موقوفات بقعه شهشهان به متولی بقعه که در آن تاریخ شاه تقی الدین محمد فرزند قواام الدین حسین برادر شاه علاءالدین محمد نقیب بوده است.
- ۳- طومار مورخ ذیقعده ۸۸۶ هجری قمری در تأیید وقف بودن اصفهانک و درزیان و ولاسان با امضاء جلال الدین دوانی که دانشمند مشهور آن دوره است.
- ۴- صورت مجلس حکم محکمه شرعی مورخ ۱۰ شعبان ۹۰۰ هجری قمری در مورد وقف بودن قریه اصفهانک که رستم بیگ آق قویونلو به لله خود عبدالکریم بیگ بخشیده و شاه تقی الدین محمد متولی وقف، به محکمه شرع اصفهان شکایت برده است.
- ۵- فرمان رستم بیگ آق قویونلو مورخ ۱ رمضان ۹۰۰ هجری قمری دربارهٔ ضبط موضع اصفهانک که به دنبال حکم مزبور صادر شده و به موجب آن مقرر شده که آن را به تصرف شاه تقی الدین محمد نقیب متولی شرعی گذارند.
- ۶- فرمان شاه اسماعیل صفوی مورخ ۱۴ ذیقعده ۹۱۰ هجری قمری در واگذاری مقام نقابت نقباء عراق عجم (ناحیه بزرگی در مرکز ایران) به شاه قوام الدین حسین برادر شاه تقی الدین محمد و تنفیذ او در مقام قاضی القضات اصفهان.
- ۷- فرمان شاه طهماسب مورخ ۱۰ رجب ۹۳۱ هجری قمری دربارهٔ معزالدین محمد فرزند شاه تقی الدین محمد که پس از این به صدارت رسید.
- ۸- فرمان شاه عباس اول مورخ جمادی‌الثانی ۱۰۰۶ هجری قمری دربارهٔ میرزا محمد امین نواده شاه تقی الدین محمد.

موقوفات بقعه شهشهان را عمدتاً مزارع کشاورزی و باغات میوه تشکیل می‌دادند. نیت واقف بر اساس مندرجات وقفنامه این است که درآمد این املاک صرف نگهداری و تعمیر بقعه شده، و از آن برای فقراء و مستمندان استفاده شود.

## سال‌های اخیر
در سال‌های اخیر، بخصوص بین سالهای ۱۳۱۰ تا ۱۳۴۰ خورشیدی، بنای تاریخی شهشهان تحت سرپرستی حسین شهشهانی که آرامگاه او در همین بقعه است و همکاری برادر وی مرتضی شهشهانی که از خانواده شاه علاءالدین محمد هستند، مورد تعمیر و ترمیم قرار گرفت.
حسین شهشهانی طی خدمات قضائی خود با زحمات زیاد و پس از سالیان دراز و مبارزه طولانی در دادگستری توانست موقوفات بقعه شهشهان را که حیف و میل می‌شد از دست متصرفین خارج کرده و قریه اصفهانک را به وقفیت تثبیت و درآمد آن را با نظر اداره باستان‌شناسی صرف تعمیرات اساسی بقعه و سایر مصارف تصریح شده در وقفنامه کند. علاوه بر این، شهشهانی درمانگاهی بنام درمانگاه شهشهان در مجاورت بقعه شهشهان زیر نظر دکتر سید احمد ابطحی تأسیس کرد که در هر روز متجاوز از ۶۰ نفر از فقراء و مستمندان مراجعه و داروی رایگان دریافت می‌کردند.
این اثر به همت شهشهانی در تاریخ ۲ اسفند ۱۳۲۷ با شمارهٔ ثبت ۳۶۸ به‌عنوان یکی از آثار ملی ایران به ثبت اداره کل باستان‌شناسی رسیده است.
متأسفانه در سالهای بعد از انقلاب ۱۳۵۷، سازمان میراث فرهنگی که محل آن در اصفهان در همسایگی فلکه شهشهان قرار دارد توجهی به تعمیر و ترمیم این بنای تاریخی نکرده است.
- آثار ملی ایران
- سازمان میراث فرهنگی، صنایع دستی و گردشگری

## نگارخانه

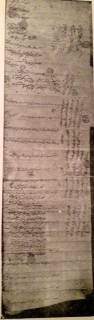
طومار وقفنامه بقعه
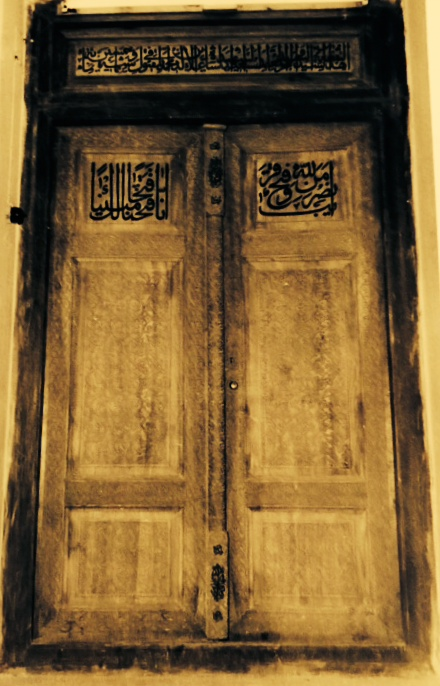
درب اصلی منبت کاری
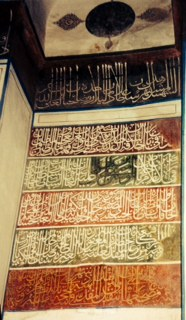
خوشنویسی روی گچ
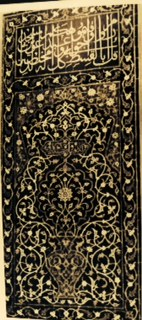
کاشی کاری معرق
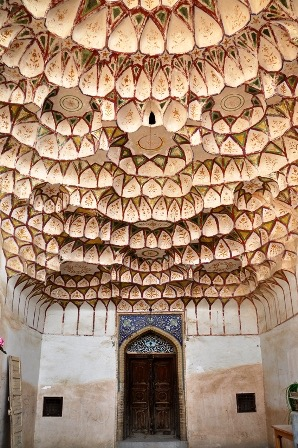
گچ بری ورودی
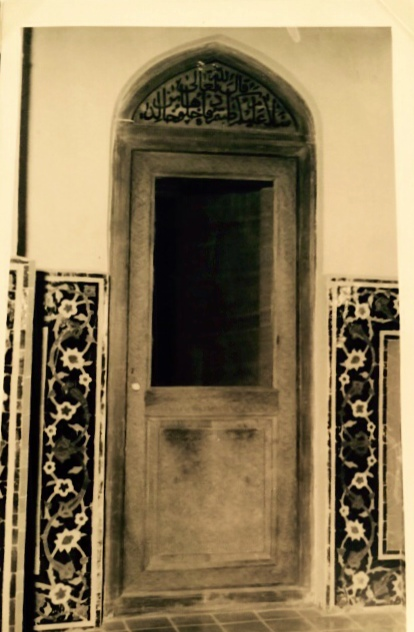
درب جانبی